# عبد الرحمن النخلي
عبد الرحمن عطية النخلي مواليد 20 نوفمبر 1998 في ، السعودية، هو لاعب كرة قدم سعودي لعب سابقاً لنادي الثقبة في الظهير الأيمن.